# 阿政
《阿政》（日语：マッサン），又譯為《阿政與愛莉》及《阿政~威士忌第一人》，為NHK大阪放送局製作的第91部晨間小說連續劇，於2014年9月29日至2015年3月28日播出，由玉山鐵二及美國女星夏綠蒂·凱特·福克斯共同主演。此劇是繼1995年《勇往直前》過後，晨間劇再次啟用男主角，亦是NHK史上首次由外國女演員擔任女主角的晨間劇。

## 概述

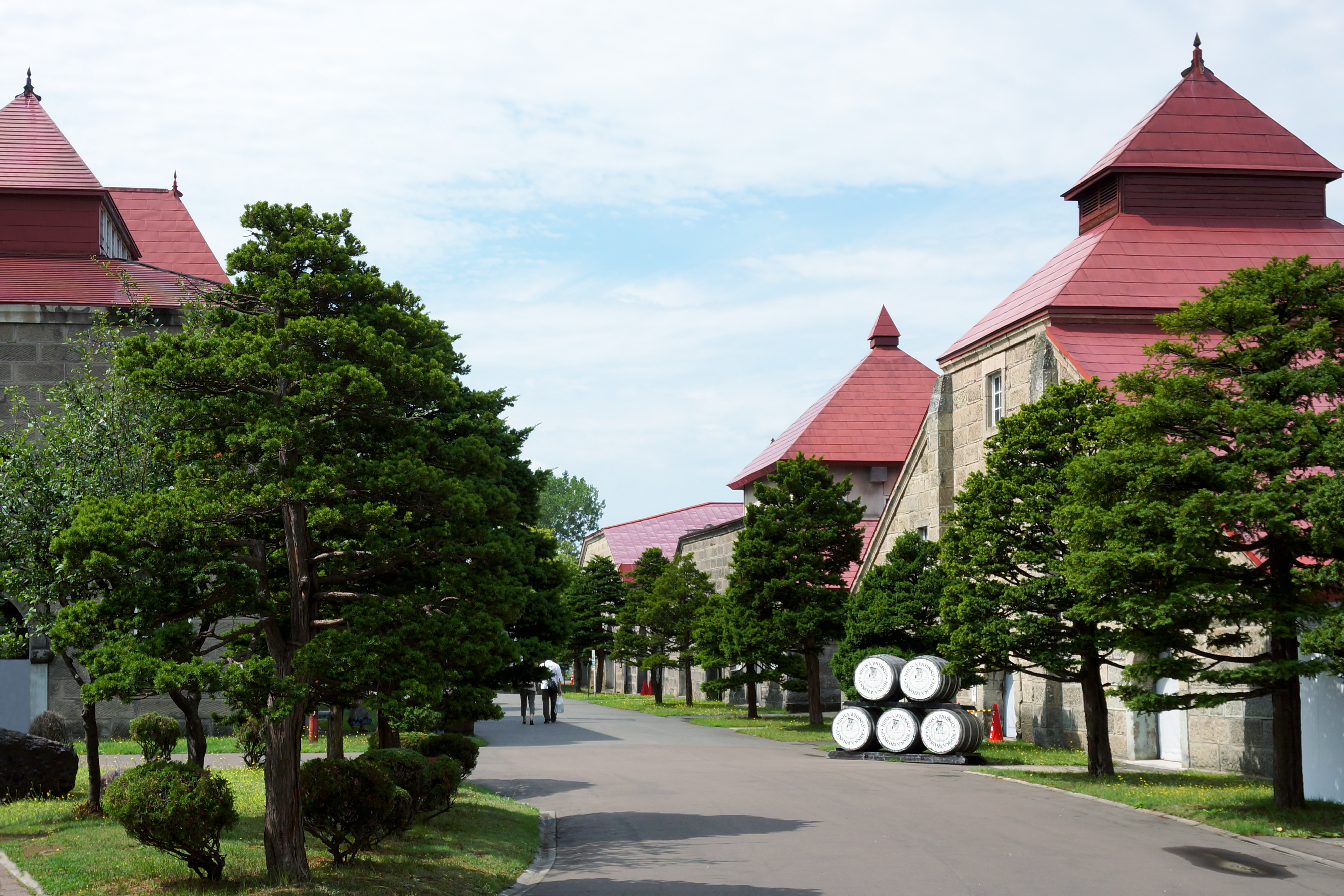
本劇拍攝地點之一：日果威士忌（Nikka Whisky）余市蒸餾所（北海道余市郡余市町）

這是一個企業家與外國女子為愛情互訂終生，進而為自己的夢想共同努力的故事。大正時期，一個對威士忌充滿熱情的男子，獨自前往蘇格蘭，實際探訪所有的大小酒吧，為找到最高品質的威士忌不遺餘力。之後與一名當地女子邂逅，兩人的異國婚姻故事就此展開。
本劇改編自「日果威士忌」（Nikka Whisky）創辦人竹鶴政孝（1894年6月20日－1979年8月29日）及其妻竹鶴麗塔（竹鶴リタ，本名潔西·蘿伯塔·柯文，1896年12月14日－1961年1月17日）的真人真事，以「日本技術人員與英國籍妻子之間充滿人情味的故事」為劇情主軸，實際人物的名字都經過修改，時間則設定為日本大正至昭和時期（1920年～1971年）。
番外篇前篇《逃家的菫〜在旅途的可愛的孩子吧〜》及後篇《暮光的好子〜女人凑三吵死人〜》分別於BS Premium，2015年4月25日20:00 - 21:00及2015年5月2日20:00 - 21:00播出。

## 製作花絮
因題材緣故，此劇需要會唱歌的白人外國女性，2014年，女主角夏綠蒂·凱特·福克斯因看到NHK的徵選會消息而參加試鏡。她在母國美國的演藝事業以電影演出為主，在接演此劇之前，從未到過日本、亦不會說日語。試鏡時，臨時以日語台詞試演，獲得「喜劇感佳」等評價，最後在日本區232人、國外區289人的試鏡者之中獲選。該年3月，夏綠蒂·凱特·福斯離開美國並住在東京接受演技及語言特訓，5月正式開鏡。
製作人山本晃久因看了玉山鐵二演出的電影《繩氣娘子軍》，而決定起用其擔任男主角，認為「有男主角龜山政春的感覺」，加上玉山為關西（京都出身）人，亦符合此劇的人物地緣背景設定。玉山鐵二為1995年後再次起用的男性主角，也是晨間劇開播第11位男主角。

## 登場人物

### 主角
- 龜山政春：玉山鐵二（少年時期：神先朔也，青年時期 : 南部綜汰）（粵語配音：陳健豪）（台灣配音：張立昂）

本劇主角。以釀造出屬於日本的威士忌為目標，至蘇格蘭留學。在一次交際聚會中認識了艾麗，不顧兩家反對，在返回日本之前與艾麗結婚，1920年，與艾麗返回廣島縣竹原的老家。
- 龜山艾麗（亀山エリー）：夏綠蒂·凱特·福斯（Charlotte Kate Fox）（幼少時期：艾瑪·柏恩斯〔Emma Burns〕，日語配音：恒松步）[11]（粵語配音：羅婉楓）（台灣配音：魏晶琦）

本劇女主角。本名伊麗莎白·韓德森（Elizabeth Henderson）。在一次交際聚會中認識政春，原本在政春返回日本之前要與他分手，但在政春的真誠態度下與他結婚，並隨他一同回到日本。與政春結婚後，戶籍上的姓名變為「龜山伊麗莎白」。

### 主角的家族
- 龜山艾瑪（亀山エマ）：木南晴夏（幼年時期：住田萌乃，15～18歲：優希美青）

政春與艾麗夫妻的養女（艾麗無法生育）。角色本尊為竹鶴莉瑪（竹鶴リマ，原名山口房子）。
- 麥克：中島東尼（中島トニー）

艾瑪的男友。
- 岡崎悟→龜山悟：泉澤祐希（幼年時期：向鈴鳥）

千加子的次子，後過繼為政春與艾麗的養子。角色本尊為竹鶴威（竹鶴夫妻的過繼養子）。
- 龜山和歌子：宮嶋麻衣

阿悟的妻子。
- 龜山政太朗：本鄉颯

阿悟的兒子。
- 龜山繪美：川崎鈴乃

阿悟的女兒。

### 廣島縣竹原市的人們

#### 龜山家
- 龜山早苗：泉平子（粵語配音：錢惠玲）（台灣配音：魏晶琦）

政春的母親。角色本尊為竹鶴蝶（竹鶴チョウ）。
- 龜山政志：前田吟（粵語配音：黃志成）（台灣配音：宋克軍）

政春的父親。角色本尊為竹鶴敬次郎。
- 岡崎千加子：西田尚美

政春的姊姊，已婚。角色本尊為宮野（本姓竹鶴）延代。
- 龜山菫（亀山すみれ）：早見朱莉（粵語配音：陳雪瑩）

政春的妹妹。角色本尊為竹鶴澤能（竹鶴さわの）。
- 島爺：高橋元太郎

龜山家的管家。
- 八澤俊夫：八嶋智人

龜山酒廠的倉庫管理人。政春小學時代的學長。後與森野華結婚。

#### 廣島縣竹原市的其他人們
- 和尚：神山繁

竹原市街坊的耆老。
- 岡崎寬子：眞鍋歩珠

千加子的女兒。
- 岡崎勝：宮崎航平

千加子的兒子。
- 岡崎徹：森澤匡晴

千加子的丈夫。
- 醫師：泉祐介

政志腰痛的診療醫師。
- 產婆：川本美由紀

替千加子接生的產婆。

### 蘇格蘭的人們

#### 艾麗娘家的人們
- 海倫：愛南達·雅各布斯（Ananda Jacobs）（日語配音：鎌田梢，粵語配音：陳雪瑩）

艾麗的妹妹。政春的大學同學。
- 威廉：拓真·華倫（Takuma Warren）（日語配音：比嘉久美子）

艾麗的弟弟。因對柔道有興趣，因此請政春擔任他的指導老師。
- 蘿絲瑪麗：英格·姆拉塔（Inge Murata）（艾麗幼年時期的蘿絲·瑪麗：金·圓山〔Kim Maruyama〕，日語配音：松岡洋子，粵語配音：姜嘉蕾）[12]

艾麗的母親。反對政春與艾麗的婚事，並揚言要與艾麗斷絕母子關係。
- 大衛：麥克·畢爾德（Michael Beard）（日語配音：千田光男）

艾麗的叔父。立場與蘿絲瑪麗相同，反對政春與艾麗的婚事。
- 愛德華：大衛曼（Davidman）

艾麗的父親。職業是醫師。

#### 蘇格蘭的其他人們
- 喬治：羅素·托德（Russell Totten）

艾麗的初戀情人。在早期的戰爭中戰死。

### 大阪的人們

#### 住吉釀酒廠
- 田中大作：西川潔（粵語配音：袁德基）

住吉釀酒廠社長。角色本尊為攝津製酒的阿部喜兵衛。
- 田中佳代：夏樹陽子（粵語配音：姜嘉蕾）

大作的妻子，優子的母親。
- 田中優子→藤岡優子：相武紗季

大作的女兒。
- 矢口清：白井晃

住吉釀酒廠董事。
- 安藤好子：江口德子（粵語配音：陳雪瑩）

住吉釀酒廠事務員。
- 池田：前野朋哉

住吉釀酒廠員工。政春的助手，配屬於住吉釀酒廠内部新設的「威士忌研究室」。
- 松原：木內義一

住吉釀酒廠員工。同為政春的助手，配屬於住吉釀酒廠内部新設的「威士忌研究室」。
- 今井商店店主： 佐渡山順久

住吉釀酒廠股東。

#### 鴨居商店的人們
- 鴨居欣次郎：堤真一（少年時期：堺翔太）（粵語配音：何偉誠）

鴨居商店老闆。角色本尊為三得利的創辦人鳥井信治郎。
- 鴨居英一郎：淺香航大（少年期：三澤瑠斗）

欣次郎的兒子。31歲時在酒廠釀酒時因心臟病發而英年早逝。角色本尊為鳥井信治郎之子鳥井吉太郎。
- 鴨居沙希（鴨居サキ）：辻葉子

欣次郎的妻子，英一郎的母親。1914年逝世。
- 黑澤：志賀廣太郎

鴨居的秘書。
- 青山：小堀正博

京都帝大學生。一心希望能進入鴨居商店任職，因此在暑假期間到鴨居商店實習。
- 白井：乃木涼介

鴨居商店開發部長。
- 紺野：成河

鴨居商店宣傳部。
- 規子：田實陽子

鴨居商店設計師。
- 大宮大吉：大塚宣幸
- 中村：池浦定夢
- 小野博：二口大學

以上3人為山崎釀造所員工。

#### 餐廳「鯉魚旗」的人們
- 阿春：及川以造

餐廳「鯉魚旗（鯉のぼり）」店主。
- 小秋：實紗

春先生的女兒。
- 阿棟：平井善之

好子的丈夫。以「鯉魚旗」的常客為客源的人力車伕。

#### 野野村家的人們
龜山夫妻租賃新居的房東。
- 野野村茂：神尾佑

野野村家主人。
- 野野村由紀子：愛原實花

阿茂的續絃妻子。
- 野野村幸子：田中葵

野野村家的長女。與龜山夫妻初次相遇時為8歳。
- 野野村夏：吉田暖

野野村家的次女。與龜山夫妻初次相遇時為5歲。
- 幸子的母親：上嶋彩記子

阿茂的前妻。生前擅長彈鋼琴。
- 多紀：三原綾

野野村家的幫傭。

#### 大阪的其他人們
- 守谷長五郎：中村嘉葎雄

田中佳代的父親，住吉酒廠的大股東。
- 凱薩琳：濱田麻里

本名種子，丈夫是英國籍的教會牧師查理，凱薩琳是她自取的英文名字。
- 牧師查理：馬克·麥克拉肯（Mark McCracken）

凱薩琳的丈夫。照片演出。
- 巡査：水牛吾郎A（バッファロー吾郎A）

幫助日文不流轉的艾利適應環境，並將凱薩琳介紹給艾麗認識的好人巡察。
- 阿吉：三島百合子

龜山夫妻新居的管理員。
- 梅子：飯島順子

龜山夫妻住處的附近鄰居。
- 阿信：伊藤炎魔

梅子的丈夫。
- 健太：稻田都亞

梅子的兒子。
- 桃子：智順

龜山夫妻住處附近的鄰居。
- 笹塚：岡本信人

波華銀行的部長。
- 佐渡：佐川滿男

位於老街的銅製品製造工廠「佐渡製作所」社長。
- 藤岡次郎：山村憲之介

浪華銀行行員，海運公司社長的次子。
- 藤岡正太郎：國廣富之

海運公司社長，次郎的父親。
- 沼田：丹羽努

太陽葡萄酒海報的攝影師。
- 小綠：柳百合菜

太陽葡萄酒海報的模特兒。角色本尊為拍攝赤玉（今三得利赤玉）波特酒海報的日本歷史上第一位裸體模特兒松島榮美子。
- 鍋島：國木田河童（本名：中辻信治）

負責宣傳太陽葡萄酒的廣告業務員。
- 年輕老闆娘：西村亞矢子

料理店「若松屋」的年輕老闆娘。
- 山之内：南條好輝

島田物產的董事。
- 澤田清太郎：歐拉巨人（本名：南出繁）

長越百貨店董事。
- 中村屋店主：小松健悦
- 房東：海原翔太（海原かなた，本名：西尾伊三男）
- 醫師：門田裕

醫治艾麗從樓梯跌下時所受的傷的醫師。
- 護理師：堀部由加里

從旁協助醫師看診的護理師。
- 渡芳利：歐拉阪神（本名：高田昭徳）

多元發展的企業家。
- 柴田健：團長安田（搞笑團體「安田大馬戲團」）

柴田商會社長。
- 柴田的部下：小黑（搞笑團體「安田大馬戲團」）

### 北海道的人們

#### 森野家
- 森野熊虎：風間杜夫（粵語配音：柯偉聰）

專門捕撈太平洋鯡魚的漁夫。
- 森野華（森野ハナ）→八澤華：小池榮子（少女時期：荒田悠良）

熊虎的女兒。俊夫的妻子。
- 森野一馬：堀井新太（幼少時期：永井智悠）

熊虎的兒子。1943年出征，1945年2月20日於中太平洋戰場上戰死。
- 森野志乃（森野シノ）：飯塚涼子

熊虎的妻子，1912年過世。

#### 中島家
- 三郎：溫水洋一

理髮廳老闆。
- 千惠：酒井若菜

理髮廳老闆娘，三郎的妻子。
- 中島佳繪（中島よしえ）：植野瑚子（幼少時期：林夏香）

三郎的女兒，艾瑪的小學同學。大戰時與艾瑪為軍需工廠的同事。

#### 北海道果汁公司的員工
阿政於北海道創立的公司，1933年開業時主力產品為蘋果汁、蘋果酒及蘋果果凍，1934年開始生產威士忌「道果威士忌」。
- 福田榮一：村上和
- 田中松（田中マツ）：西村賴子
- 遠藤千佳（遠藤チカ）：安部洋花

以上為工廠解雇的15位員工中的其中3位。1941年威士忌銷量不佳，工廠面臨關閉，12月太平洋戰爭爆發，工廠被海軍徵用為專責工廠，工廠因而免於關閉，15位員工隨後再度獲得雇用。
- 中村美紀：堀內敬子

工廠的員工。檢舉愛莉為間諜。
- 中村秀子：黑島結菜

美紀的女兒。
- 在工廠滾酒桶的男人：淺香航大[注 1]
- 住在樺太的男子：蟷螂襲
- 住在樺太的小孩：山田裕、田所草子、坂口苺
- 復員士兵：佐藤太一郎

誤以為阿悟偷了他隨身攜帶的手錶，而與阿悟大打出手。
- 睡在復員士兵鄰床的男子：中村大輝

復員士兵與阿悟大打出手時，在復原士兵床位的枕頭下找到他的手錶。

#### 北海道的其他人們
- 西田進：螢雪次朗

熊虎的小舅子（志乃的弟弟），小花與一馬的舅父。
- 武井：北原雅樹
- 捕撈太平洋鯡魚的漁夫們：阿部達雄、長谷川泰
- 試飲威士忌的小樽居民：棚田滿、長流3平
- 杉本武：向井悠悟

艾瑪的小學同學。
- 小滿：二宮輝生

艾瑪的小學同學。
- 小武的父親：久保田浩

得知小武在學校取笑艾瑪，馬上與小武至龜山家向政春夫婦道歉。
- 齋藤老師：楠見薰

艾瑪的小學導師。
- 醫師：平澤洋爾

替發燒的艾瑪診治的醫師。
- 上杉龍之介：北大路欣也

自稱作家的男子。
- 海軍士官：柏原收史

因戰爭導致威士忌生產困難，因而到阿政的工廠視察實際狀況。
- 照相館：海原遙（海原はるか，本名：和泉秀一）

一馬出征前於龜山家替一馬全家拍攝家庭合照的照相館老闆。
- 少年：屋島昂太

在洗劫愛莉家時被愛莉發現，大叫著「為什麼殺死我爸爸的美國人在這裡？」之後離去。
- 小林：田中宗利

戰後返回北海道果汁公司的員工。
- 美國駐軍的日本女性職員：清水美沙

艾瑪的同事。
- 川上一惠：天海祐希[注 2]

愛莉的主治醫生。

### 其他人物
- 日本乘客： 上杉逸平

與阿政與艾麗撘同班船回日本的乘客。
- 巴士司機： 高見健
- 運送業者：戶田都康

負責從鴨居商店配送紀州蜜柑到阿政廣島老家的運送業者。
- 郵件配送員：高杉佳幸
- 車掌：三角園直樹
- 乘客：勝野賢三

在火車上對政春大聲喧嘩的乘客。
- 火車上坐在政春對面座位的母子：友寄由香利、伊田吉滿
- 古谷：藤田功次郎
- 米勒：克里斯多夫·佩格里尼（Christopher Pellegrini）
- 法蘭西斯·史考特：麥克·麥福爾（Michael McFaul）

以上2人為戰後造訪北海道果汁公司的美國駐軍軍官。

#### 1971年登場的人們
- 英國大使瓊斯：查爾斯·格洛弗（Charles Glover）

專程前往余市參加最佳蘇格蘭威士忌獎頒獎典禮的駐日大使。
- 司儀：高田則夫

主持頒獎典禮的司儀。
- 手風琴演奏者：安傑洛·阿奎里尼（Angelo Aquilini）

### 番外篇
- 山村真吾：須賀貴匡

菫的女學校老師。
- 川野妙子：舞子（日语：マイコ (女優)）

山村的未婚妻。自家經營和服屋。

## 製作團隊
- 劇本：羽原大介、坂口理子（番外篇前篇）、坪田文（番外篇後篇）
- 音樂：富貴晴美
- 主題曲：中島美雪（小麥之歌）
- 製作統括：櫻井賢
- 製作人：山本晃久
- 製作主任：熊野律時
- 導演：野田雄介、梶原登城、佐佐木善春 等
- 旁白：松岡洋子（粵語配音：馮詠恩）（台灣配音:林慕青）
- 技術總監：江川治朗
- 攝影：西鍵真治
- 照明：笠原龍二
- 音效：田中高晴
- 「阿政一週回顧與阿政5分鐘搶先看」主持人：一柳亞矢子（NHK大阪放送局主播）
- 威士忌考證：土屋守

## 拍攝地點[14]
- 大阪府大阪市住吉區、山崎
- 北海道余市郡余市町
- 廣島縣竹原市
- 英國蘇格蘭格拉斯哥

## 得獎
- 東京國際戲劇節2015[15]
  - 電視連續劇部門・優秀獎
  - 特別獎（夏綠蒂·凱特·福克斯）
- 2016年 黃金飛翔賞（日语：エランドール賞）[16]
  - 製作人獎（櫻井賢）
  - 新人獎（玉山鐵二、與電視劇《以我為名的變奏曲》《誤斷》共同受獎）

## 播出日期
| 各週                                                     | 集數    | 播出日期               | 標題（原文意譯／緯來中譯）               | 導演              |
| -------------------------------------------------------- | ------- | ---------------------- | ---------------------------------------- | ----------------- |
| 1                                                        | 1-6     | 2014年9月29日－10月4日 | （頑固之人也會流淚／鬼婆婆也會流淚）     | 野田雄介          |
| 2                                                        | 7-12    | 10月7日－10月11日      | （轉禍為福）                             | 野田雄介          |
| 3                                                        | 13-18   | 10月13日－10月18日     | （久居為安）                             | 梶原登城          |
| 4                                                        | 19-24   | 10月20日－10月25日     | （破鍋配爛蓋／絕配冤家）                 | 野田雄介          |
| 5                                                        | 25-30   | 10月27日－11月5日      | （賢內助）                               | 梶原登城          |
| 6                                                        | 31-36   | 11月3日－11月8日       | （人間處處有溫情／施比受更有福）         | 佐佐木善春        |
| 7                                                        | 37-42   | 11月10日－11月15日     | （多一事不如少一事）                     | 佐佐木善春        |
| 8                                                        | 43-48   | 11月17日－11月22日     | （畫餅充飢）                             | 野田雄介          |
| 9                                                        | 49-54   | 11月24日－11月29日     | （不入虎穴，焉得虎子）                   | 梶原登城          |
| 10                                                       | 55-60   | 12月1日－12月6日       | （當局者迷，旁觀者清）                   | 渡邊哲也          |
| 11                                                       | 61-66   | 12月8日－12月13日      | （孩子是無價之寶）                       | 野田雄介          |
| 12                                                       | 67-72   | 12月15日－12月20日     | （冬來春亦不遠）                         | 佐佐木善春        |
| 13                                                       | 73-78   | 12月22日－12月27日     | （欲速則不達）                           | 渡邊哲也          |
| 14                                                       | 79-84   | 2015年1月5日－1月10日  | （人性本善）                             | 梶原登城          |
| 15                                                       | 85-90   | 1月12日－1月17日       | （相逢是離別的開始）                     | 野田雄介          |
| 16                                                       | 91-96   | 1月19日－1月24日       | （人間到處有青山）                       | 梶原登城          |
| 17                                                       | 97-102  | 1月26日－1月31日       | （三人行必有我師／孩子是我師）           | 渡邊哲也          |
| 18                                                       | 103-108 | 2月2日－2月7日         | （男女感情似遠實近）                     | 梶原登城          |
| 19                                                       | 109-114 | 2月9日－2月14日        | （萬事休矣）                             | 野田雄介          |
| 20                                                       | 115-120 | 2月16日－2月21日       | （夏天向陽而行，冬天背陰而行／順勢而行） | 尾崎裕和          |
| 21                                                       | 121-126 | 2月23日－2月28日       | （沉默是金）                             | 野田雄介          |
| 22                                                       | 127-132 | 3月2日－3月7日         | （父母心大於思親心）                     | 梶原登城          |
| 23                                                       | 133-138 | 3月9日－3月14日        | （成功屬於耐心等待的人／靜待時機）       | 中野亮平          |
| 24                                                       | 139-144 | 3月16日－3月21日       | （精誠所至，金石為開）                   | 梶原登城 關友太郎 |
| 25                                                       | 145-150 | 3月23日－3月28日       | （人生就是一場冒險）                     | 野田雄介          |
| 平均收視率 21.1%（收視率由Video Research於關東地區統計） |         |                        |                                          |                   |

## 外部連結
- NHK官方網站（日語）
- 女主角個人介紹－夏綠蒂·凱特·福斯（Charlotte Kate Fox） （页面存档备份，存于）（英文）
- 中文劇情概要（繁體中文）
- 緯來日本台官方網站 （页面存档备份，存于）（繁體中文）

| 日本 NHK 連續電視小說                       | 日本 NHK 連續電視小說               | 日本 NHK 連續電視小說 |
| ------------------------------------------- | ----------------------------------- | --------------------- |
|                                             | （2014年9月29日－2015年3月28日）    |                       |
| 花子與安妮 （2014年3月31日－2014年9月27日） | 希 （2015年3月30日－2015年9月26日） |                       |

| 緯來日本台 星期一至五 21:00至22:00 7月6日起僅在九點播出 | 緯來日本台 星期一至五 21:00至22:00 7月6日起僅在九點播出 | 緯來日本台 星期一至五 21:00至22:00 7月6日起僅在九點播出 |
| ------------------------------------------------------- | ------------------------------------------------------- | ------------------------------------------------------- |
|                                                         | （2015年5月8日－2015年7月16日）                         |                                                         |
| （2015年2月24日－2015年5月7日）                         | （2015年7月20日－2015年7月31日）                        |                                                         |

| 香港 TVB日劇台 星期一至五 14:00 - 14:30、17:00 - 17:30、20:00 - 20:30及23:00 - 23:30 12月3日及4日 14:00 - 15:00、17:00 - 18:00、20:00 - 21:00及23:00 - 00:00 | 香港 TVB日劇台 星期一至五 14:00 - 14:30、17:00 - 17:30、20:00 - 20:30及23:00 - 23:30 12月3日及4日 14:00 - 15:00、17:00 - 18:00、20:00 - 21:00及23:00 - 00:00 | 香港 TVB日劇台 星期一至五 14:00 - 14:30、17:00 - 17:30、20:00 - 20:30及23:00 - 23:30 12月3日及4日 14:00 - 15:00、17:00 - 18:00、20:00 - 21:00及23:00 - 00:00 |
| --- | --- | --- |
| | （2015年8月26日 - 2015年12月4日） | |
| （2015年8月6日 - 2015年8月25日） | 天皇的御廚 （2015年12月7日 - 2015年12月15日） | |

| 緯來綜合台 星期一至五 19:00至21:00(首播) 08:00至09:00(重播) | 緯來綜合台 星期一至五 19:00至21:00(首播) 08:00至09:00(重播) | 緯來綜合台 星期一至五 19:00至21:00(首播) 08:00至09:00(重播) |
| ----------------------------------------------------------- | ----------------------------------------------------------- | ----------------------------------------------------------- |
|                                                             | （2022年3月29日－）                                         |                                                             |
| -                                                           | -                                                           |                                                             |